# Титул перемоги в Римській імперії

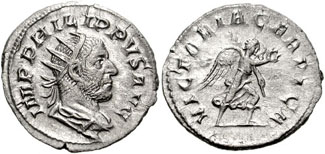
Імператор Філіп, переможець карпів (VICTORIA CARPICA)

Титул перемоги в Римській імперії (лат. cognomina ex virtute) — почесний титул та форма звертання в Стародавньому Римі, що додавався до основного титулу полководця (в республіканський період) або до титулу римського імператора після важливої військової перемоги над супротивником.
Назви титулів походили від імені народу або держави, які були підкорені або над якими здобули перемогу. Іноді титул перетворювався в когномен й ставав спадковим прізвищем.
Якщо досягнута перемога була вирішальною в поточній війні, то додавався також почесний титул «Maximus» (Великий). Так само давалися титули, що характеризували самого полководця: «Pius» (Благословенний), «Felix» (Щасливий).
Титули додавались до повної титулатури римських імператорів — спочатку сам титул перемоги, а потім основний титул. Однак римські імператори були не єдиними особами, які здобули титули перемоги. Вони також надавались й визначним полководцям.
Імператорські титули перемоги були переліком завойованих народів або війн, у яких брала участь країна за часів того чи іншого імператора. У деяких випадках вони були не символом тріумфу чи перемоги, а носили політичне значення й підтримували внутрішньополітичний престиж правителя.
Відомі також нумерологічні варіанти того ж самого титулу, наприклад Germanicus Maximus IV — «великий переможець германців учетверте».
Ця давньоримська традиція титулів перемоги після розпаду Римської імперії мала розвиток в інших країнах Європи, зокрема в Британській та Французькій імперіях.

## Римська республіка
У таблиці наведені в хронологічному порядку титули перемоги, які були надані в часи існування давньоримської республіки.
| Консул                          | Титул                 | Рік надання          | Битва/війна/завойований нарід            |
| ------------------------------- | --------------------- | -------------------- | ---------------------------------------- |
| Авл Постумій Альб               | Регільський           | 499 або 496 до Р. Х. | Перша Латинська війна                    |
| Публій Корнелій Сципіон         | Африканський          | 201 до Р. Х.         | Друга Пунічна війна/Битва при Замі       |
| Луцій Корнелій Сципіон          | Азійський             | 190 до Р. Х.         | Сирійська війна/Битва при Магнезії       |
| Луцій Емілій Павло              | Македонський          | 168 до Р. Х.         | Третя Македонська війна/Битва коло Підни |
| Квінт Цецилій Метелл            | Македонський          | 146 до Р. Х.         | Четверта Македонська війна               |
| Публій Корнелій Сципіон Еміліан | Африканський Молодший | 146 до Р. Х.         | Третя Пунічна війна                      |
| Децим Юній Брут                 | Галлекський           | 136 до Р. Х.         | Війна з галлеками                        |
| Квінт Фабій Максим              | Алоброзькийк          | 121 до Р. Х.         | Війна з аллоброгами 125—121 рр. до Р. Х. |
| Квінт Цецилій Метелл            | Балеарський           | 121 до Р. Х.         | Завоювання Балеарських островів          |
| Луцій Цецилій Метелл            | Далматський           | 118 до Р. Х.         | Завоювання Далмації                      |
| Квінт Цецилій Метелл            | Нумідійський          | 106 до Р. Х.         | Югуртинська війна                        |
| Гней Помпей Великий             | Magnus                | 80 до Р. Х.          | Перемоги в Сицилії та Африці             |
| Публій Сервілій Ватія           | Ісаврийський          | 75 до н. е. до Р. Х. | Перемога над ісаврами                    |
| Квінт Цецилій Метелл            | Критський             | 66/65 до Р. Х.       | Завоювання Криту                         |

## Римська імперія
В імперський період титули перемоги на честь підкорених народів носили майже всі імператори. Однак першим носієм титулу перемоги став не імператор Октавіан Август, а його родич Децим Клавдій, який отримав перемогу над германцями й приєднав до Римської імперії землі до Ельби, за що отримав титул Германік. Його син Германік Юлій перейняв від батька цей титул перемоги, який став його ім'ям.
Першим імператором, який прийняв титул перемоги як частину власного імені був Калігула — який називався «Caesar Augustus Germanicus».
Почесні титули перемоги привласнювалися імператорами, якщо навіть вони не робили особистого внеску в перемогу, яку здобували їхні воєначальники. Часто прийняття титулів відзначалося карбуванням спеціальних монет.
- Калігула, 37–41 рр. н. е.

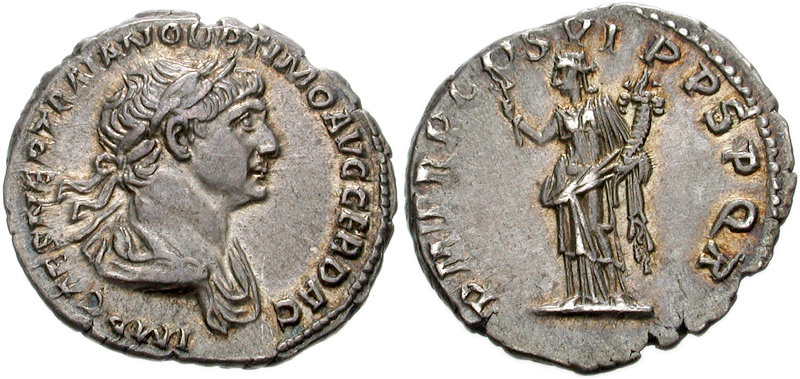
Імператор Траян, переможець даків «IMP CAES NER TRAIANO OPTIMO AVG GER DAC»

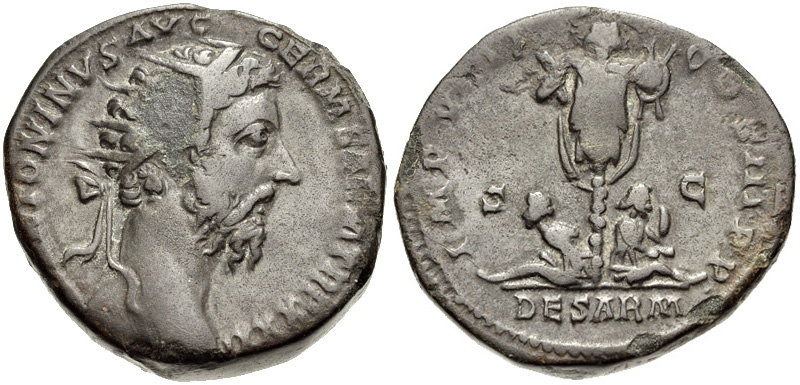
Імператор Марк Аврелій, переможець сарматів «DE SARM(ATIS)»

  - Germanicus («переможець германський»), від народження
- Клавдій, 41–54 рр. н. е.
  - Germanicus («переможець германський»), від народження
  - Britannicus («переможець британський»), з 44 р. н. е.
- Вітеллій, 69 р.
  - Germanicus («переможець германський»), 69

- Доміціан, 81–96
  - Germanicus («переможець германський»), після 83
- Нерва, 96–98
  - Germanicus («переможець германський»), жовтень 97

- Траян, 98–117
  - Germanicus («переможець германський»), жовтень 97
  - Dacicus («переможець Дакії»), 102 — похід Траяна на Дакію
  - Parthicus («переможець Парфії»), 114
  - Optimus («Найкращий»), 114
  - Відновлювач влади у Вірменії, 114 р.
- Антонін Пій, 138—161
  - Britannicus («переможець британський»), 142
  - Germanicus («переможець германський»), 144
  - Dacicus («переможець Дакії»), 156
- Марк Аврелій, 161—180
  - Armeniacus («переможець Вірменії»), 164
  - Medicus («переможець Мідії»), 166
  - Parthicus Maximus («великий переможець Парфії»), 166
  - Germanicus («переможець германський»), 172
  - Sarmaticus («переможець сарматський»), 175 р. Маркоманська війна проти короля Балломара.
- Луцій Вер, 161—169
  - Armeniacus («переможець Вірменії»), 164
  - Parthicus Maximus («великий переможець Парфії»), 165
  - Medicus («переможець Мідії»), 166
- Коммод, 177—192
  - Germanicus («переможець германський»), з 15 жовтня 172
  - Sarmaticus («переможець сарматський»), з весни 175 р. Маркоманська війна проти короля Балломара.

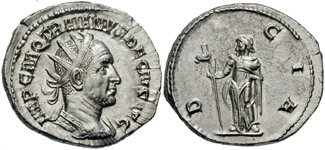
Імператор Децій, переможець Дакії (D-ACIA)

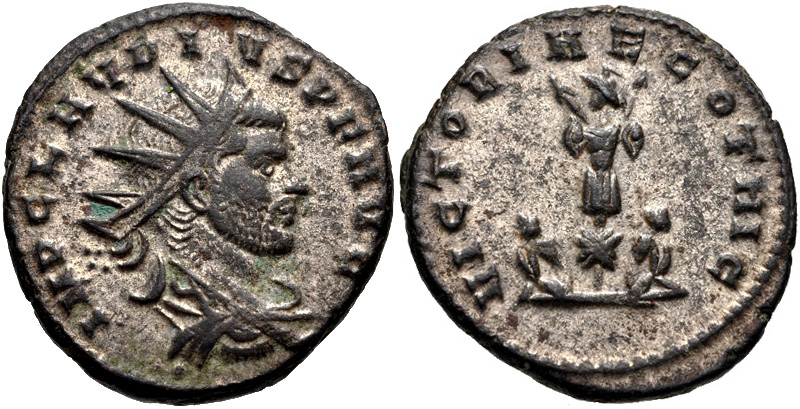
Імператор Клавдій ІІ, переможець ґотів (VICTORIAE GOTHIC)

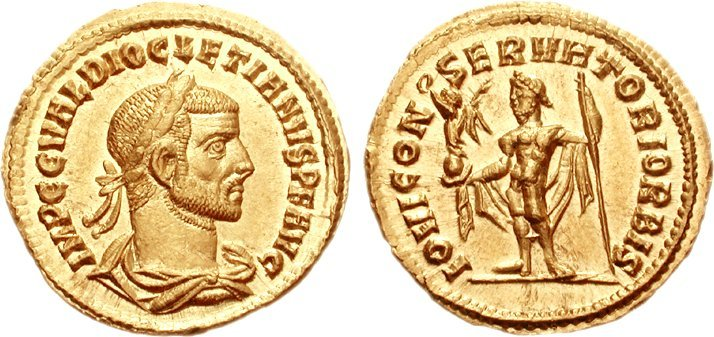
Імператор Діоклетіан, відновлювач світу (RVATORI ORBIS)

  - Germanicus Maximus («великий переможець германський»), з 182 р.
  - Britannicus («переможець британський»), після 184
- Септимій Север, 193—211
  - Arabicus («переможець арабський»), 195
  - Adiabenicus («переможець адіабенський»), 195
  - Parthicus Maximus («великий переможець Парфії»), 198
  - Britannicus Maximus («великий переможець британський»), 209 або 210
- Каракалла, 198—217
  - Sarmaticus («переможець сарматський»), 208
  - Britannicus Maximus («великий переможець британський»), 209 або 210
  - Germanicus Maximus («великий переможець германський»), 213
  - Alamannicus («переможець алеманський»), 213
  - Adiabenicus («переможець адіабенський»), 211
  - Arabicus («переможець арабський»), 211
  - Gothicus («переможець ґотський»), 215
- Максиміан Фракієць, 235—238
  - Germanicus Maximus («великий переможець германський»), 235 р. — наданий імператором Олександром Севером.
  - Dacicus Maximus («великий переможець Дакії»), 237
  - Sarmaticus Maximus («великий переможець Сарматський»), 237
- Філіпп I, 244—249
  - Persicus Maximus («великий переможець Персії») з 244 р.
  - Parthicus Maximus («великий переможець Парфії») з 244 р.
  - Carpicus Maximus («великий переможець карпів») з 247 р. — після перемоги над карпами в Дакії і Мезії.
  - Germanicus Maximus («великий переможець германський») з 247 р.

- Децій, 249—251
  - Germanicus Maximus («великий переможець германський») з 250 р.
  - Dacicus Maximus («великий переможець Дакії»), 250
  - Restitutor Daciarum («відновлювач Дакії»), 250
- Галлієн, 260—268
  - Germanicus Maximus («великий переможець германський») з 254 р.
  - Restitutor Galliarum («відновлювач Галії»), 254
  - Dacicus Maximus («великий переможець Дакії»), 256
  - Parthicus Maximus («великий переможець Парфії»), 263
  - Persicus Maximus («великий переможець Персії»), 265
- Клавдій II, 268—270
  - Germanicus Maximus («великий переможець германський») 268 р.
  - Gothicus Maximus («Великий переможець ґотський»), 269 р. — за перемогу над причорноморськими ґотам у війні 268—269 рр.
  - Parthicus Maximus («великий переможець Парфії»), 270

- Авреліан, 270—275
  - Germanicus Maximus («великий переможець германський»), 270 і 271
  - Gothicus Maximus («Великий переможець ґотський»), 271
  - Carpicus Maximus («великий переможець карпів»), 273
  - Parthicus Maximus («великий переможець Парфії»), 273
- Марк Клавдій Тацит, 275—276
  - Gothicus Maximus («Великий переможець ґотський»), 276
  - Restitutor rei publicae («Відновлювач держави»), 276
- Проб, 276—282
  - Gothicus («переможець ґотський»), 277
  - Germanicus Maximus («великий переможець германський»), 279
  - Persicus Maximus («великий переможець Персії»), 279
  - Gothicus Maximus («Великий переможець ґотський»), Parthicus Maximus («великий переможець Парфії»), з 279 р.

- Діоклетіан, 284—305
  - Germanicus Maximus («великий переможець германський»), 285, 287, 288, 293 і 301 рр.
  - Sarmaticus Maximus («великий переможець Сарматський»), 285, 289, 294 і 300
  - Persicus Maximus («великий переможець Персії»), 295 і 298
  - Britannicus Maximus («великий переможець британський»), 297
  - Carpicus Maximus («великий переможець карпів»), 297
  - Armenicus Maximus («великий переможець Вірменії»), 298
  - Medicus Maximus («великий переможець Мідії»), 298
  - Adiabenicus Maximus («великий переможець адіабенський»), 298 р.
- Максиміан, 286—305, 306—308
  - Germanicus Maximus («великий переможець германський»), 287, 288, 293 і 301
  - Sarmaticus Maximus («великий переможець Сарматський»), 289, 294 і 300
  - Britannicus Maximus («великий переможець британський»), 297
  - Carpicus Maximus («великий переможець карпів»), 297
  - Persicus Maximus («великий переможець Персії»), 298
  - Armenicus Maximus («великий переможець Вірменії»), 298
  - Medicus Maximus («великий переможець Мідії»), 298
  - Adiabenicus Maximus («великий переможець адіабенський»), 298 р.
- Галерій, 305—311
  - Britannicus Maximus («великий переможець британський»), 297
  - Carpicus Maximus («великий переможець карпів»), шість разів між 297 і 308
  - Sarmaticus Maximus («великий переможець Сарматський»), п'ять разів між 299 і 310
  - Germanicus Maximus («великий переможець германський»), 301
  - Persicus Maximus («великий переможець Персії»), з 297 р.
- Константин І, 307—337
  - Germanicus Maximus («великий переможець германський»), 307, 308, 314 і 328
  - Armenicus Maximus («великий переможець Вірменії»), 315
  - Arabicus («переможець арабський»), 316
  - Sarmaticus Maximus («великий переможець Сарматський»), 323 і 334
  - Gothicus Maximus («Великий переможець ґотський»), 328 і 332
  - Dacicus Maximus («великий переможець Дакії»), 336 р.
- Костянтин II, 337—340
  - Alamannicus Maximus («великий переможець алеманський»), 328
  - Germanicus Maximus («великий переможець германський»), 332
  - Gothicus Maximus («Великий переможець ґотський»), 328
- Констант, 337—350
  - Sarmaticus Maximus («великий переможець Сарматський»), 338 р.
- Констанцій II, 351—361
  - Gothicus Maximus («Великий переможець ґотський»), 332
  - Persicus Maximus («великий переможець Персії») 338
  - Sarmaticus Maximus («великий переможець сарматський»), 338
  - Adiabenicus Maximus («великий переможець адіабенський»), 343
  - Alamannicus Maximus («великий переможець алеманський»), 355
  - Germanicus Maximus («великий переможець германський»), 358
- Флавій Клавдій Юліан, 361—363
  - Alamannicus Maximus («великий переможець алеманський»), 357
  - Francius Maximus («великий переможець франків»), 358
  - Germanicus Maximus («великий переможець німецький»), 361
  - Sarmaticus Maximus («великий переможець Сарматський»), 361
- Валентиніан I, 364—375
  - Germanicus Maximus («великий переможець германський»), 366
  - Alamannicus Maximus («великий переможець алеманський»), 368
  - Francius Maximus («великий переможець франків»), 368
  - Gothicus Maximus («Великий переможець ґотський»), 369
- Юстиніан I, 527—565 рр.
  - Alamannicus («переможець алеманський»), з початку правління
  - Gothicus («переможець ґотський»)
  - Francicus («переможець франків»)
  - Anticus («переможець антів»)
  - Alanicus («переможець аланів»)
  - Vandalicus («переможець вандалів»), після Вандальської війни, 534 р.
  - Africanus («переможець Африки»), 534 р.
- Маврикій, 582—602 рр.
  - Alamannicus («переможець алеманський»)
  - Gothicus («переможець ґотський»)
  - Anticus («переможець антів»)
  - Alanicus («переможець аланів»)
  - Wandalicus («переможець вандалів»)

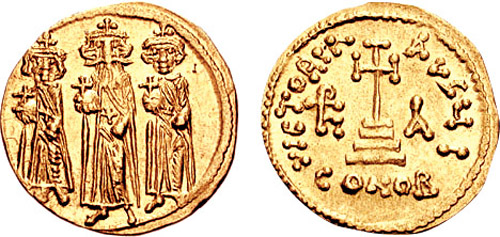
Імператор Гераклій (середній), з обох боків — його сини Костянтин ІІІ і Гераклон

  - Erullicus («переможець герулів»)
  - Gypedicus («переможець гепідів»)
  - Africus («переможець Африки»).

- Гераклій (610—641 рр.) був останнім імператором Римської імперії, який користувався етнічними титулами перемоги (до ХІІ століття).
  - 612 року він проголосив себе Переможцем над алеманами, ґотами, франками, німцями, антами, аланами, вандалами, герулами, гепідами та переможцем Африки.

- Мануїл I Комненос (1143—1180 рр.) відродив цю практику.
  - у 1166 році почав титулувати себе Переможцем Ісаврії, Кілікії, Вірменії, Далмації, Угрів, Боснії, Хорватії, Лазії, Іберії, Болгарії, Сербії, Зіхії, Азарії, Ґотів. Це було не просто класичне наслідування титулів або формальне використання «титулів перемоги». Для кожного з цих чотирнадцяти титулів перемоги над народами (країнами) існувала юридична основа та фактичні військові перемоги.